# Trasporto Passeggeri Emilia-Romagna
Trasporto Passeggeri Emilia-Romagna (T-PER) est une société anonyme à participation publique totale qui gère les transports publics routiers locaux dans les provinces de Bologne, Ferrare et, dans une moindre mesure, dans les provinces de Florence, Modène et Ravenne.
La société T-PER SpA gère également le Marconi Express de Bologne et détient une participation de 30 % dans Trenitalia Tper qui gère le transport ferroviaire sur les lignes régionales d'Émilie-Romagne confié aux gestionnaires d'infrastructures ferroviaires : RFI et FER.

## Histoire
L'entreprise a été fondée le 1er février 2012 à la suite de la fusion de la division transport d'ATC Bologne, qui exerçait à l'époque des activités dans les bassins de Bologne et de Ferrare, avec la division Transport des Ferrovie Emilia Romagna (FER).
En octobre 2012, T-PER acquiert une participation dans le capital de la société publique Start Romagna à laquelle elle vend la branche transports par autobus de Rimini.
En juin 2012, TPER a finalisé la vente de sa division transport de marchandises à la société Dinazzano Po.
En début d'année 2014, la société est devenue l'actionnaire principal de SETA, une entreprise qui assure des services de transports publics locaux en autobus dans les provinces de Modène, Reggio d'Émilie et Piacenza.
En décembre 2014, le groupe T-PER SpA détient des participations dans 13 sociétés, opérant principalement dans le secteur du transport de personnes et de marchandises, dont 7 filiales et 6 sociétés associées.
Le 1er janvier 2020, la branche ferroviaire de l'entreprise est transférée à la nouvelle société Trenitalia Tper, dont le groupe T-PER est actionnaire à hauteur de 30 % avec Trenitalia (70 %).

## Structure du groupe T-PER SpA
Le capital social est réparti entre différentes entités publiques d'Émilie-Romagne :
- Région Émilie-Romagne : 46,13% ;
- Commune de Bologne : 30,11% ;
- Ville métropolitaine de Bologne : 18,79% ;
- ACT Reggio d'Émilie : 3,06% ;
- Province de Ferrare : 1,01%;
- Commune de Ferrare : 0,65% ;
- Province de Parme : 0,04% ;
- Ravenna Holding SpA : 0,04% ;
- Actions propres : 0,16%.

## Services
- Ville de Bologne et ville métropolitaine de Bologne :
  - 62 lignes de bus urbains, dont 5 lignes de trolleybus
  - 15 lignes de bus suburbains
  - 140 lignes de bus interurbains, dont 12 de garde
  - Autopartage Actuel
- Ville d'Imola :
  - 11 lignes de bus urbains
  - Gestion du stationnement
- Ville de Ferrare et Province de Ferrare :
  - 20 lignes de bus urbains
  - 51 lignes de bus interurbains
  - Partage de vélo

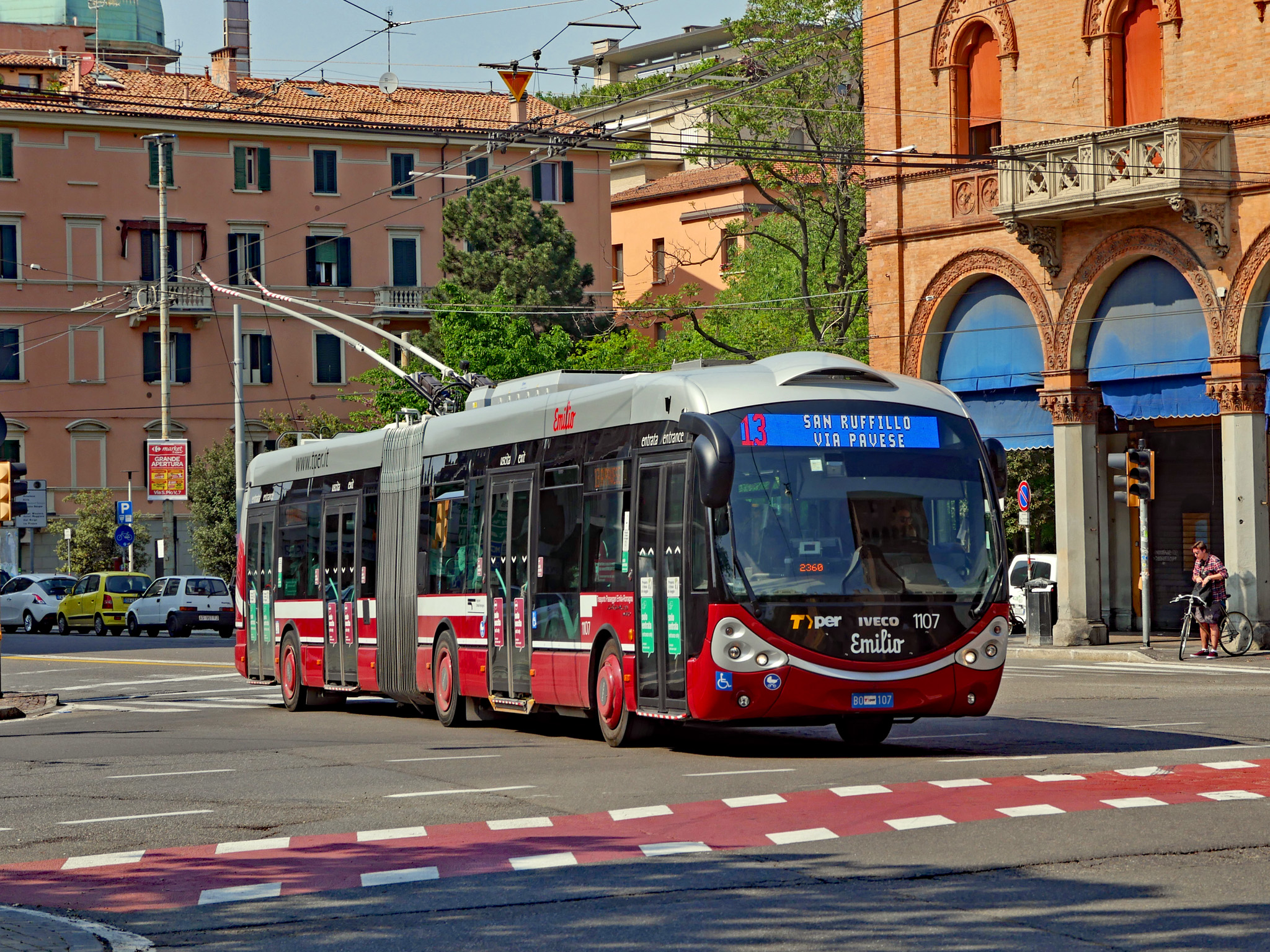
Trolleybus IVECO Crealis "Emilio" sur la ligne 13

Avant la création de Trenitalia Tper SpA, le groupe gérait également directement le transport de voyageurs sur de nombreuses lignes ferroviaires régionales et sur certains tronçons régionaux de lignes nationales.

### Services ferroviaires sur le réseauFER
- chemin de fer Ferrare – Codigoro (it)
- chemin de fer Suzzara – Ferrare (it)
- chemin de fer Modène – Sassuolo (it)
- chemin de fer Reggio d'Émilie – Sassuolo (it)
- chemin de fer Reggio d'Émilie – Ciano d'Enza (it)
- chemin de fer Reggio d'Émilie – Guastalla (it)
- chemin de fer Parme - Suzzara
- chemin de fer Bologne – Portomaggiore (it)
- chemin de fer Bologne – Casalecchio – Vignola (it).

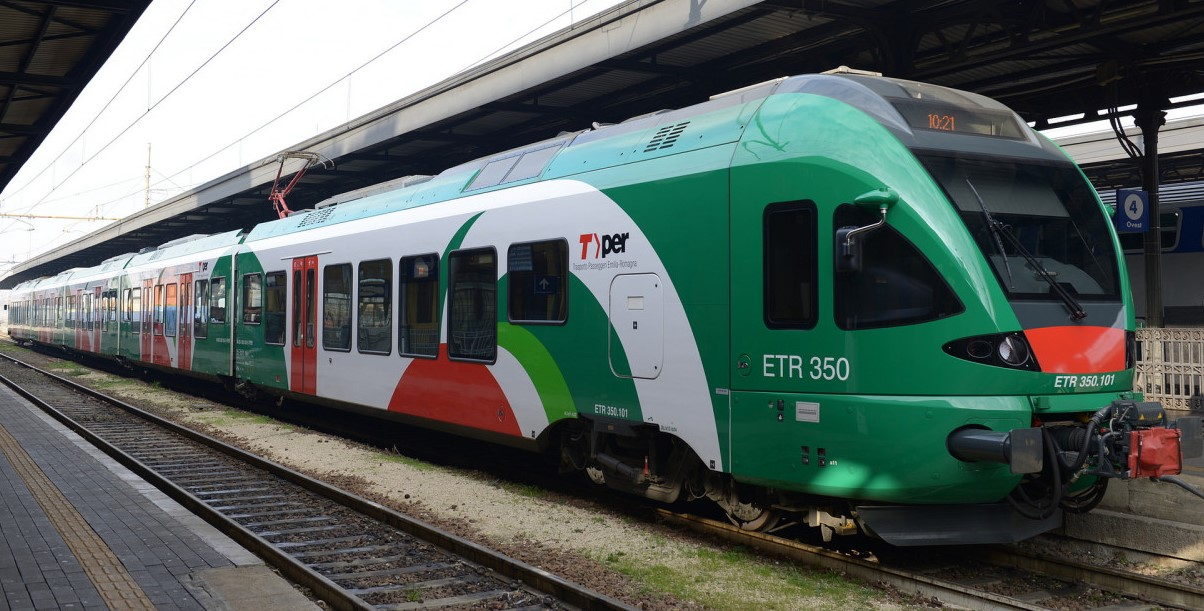
Rame ETR 350 des T-PER assurant les liaisons Bologne-Porretta Terme et Bologne-Vignola

### Services ferroviaires sur le réseauRFI
- Mantoue – Carpi – Modène
- Ferrare – Ravenne – Rimini – Pesaro
- Rovigo – Ferrare – Bologne – Rimini
- Bologne – Rimini – Pesaro
- Bologne – Poggio Rusco
- Bologne – Parme
- Bologne – Porretta Terme.

### Services ferroviaires périodiques
- Bergame – Pesaro (Freccia Orobica) les mois de juin à septembre, utilise à la fois les lignes RFI et la ligne FER Suzzara – Ferrara.

## La flotte T-PER SpA

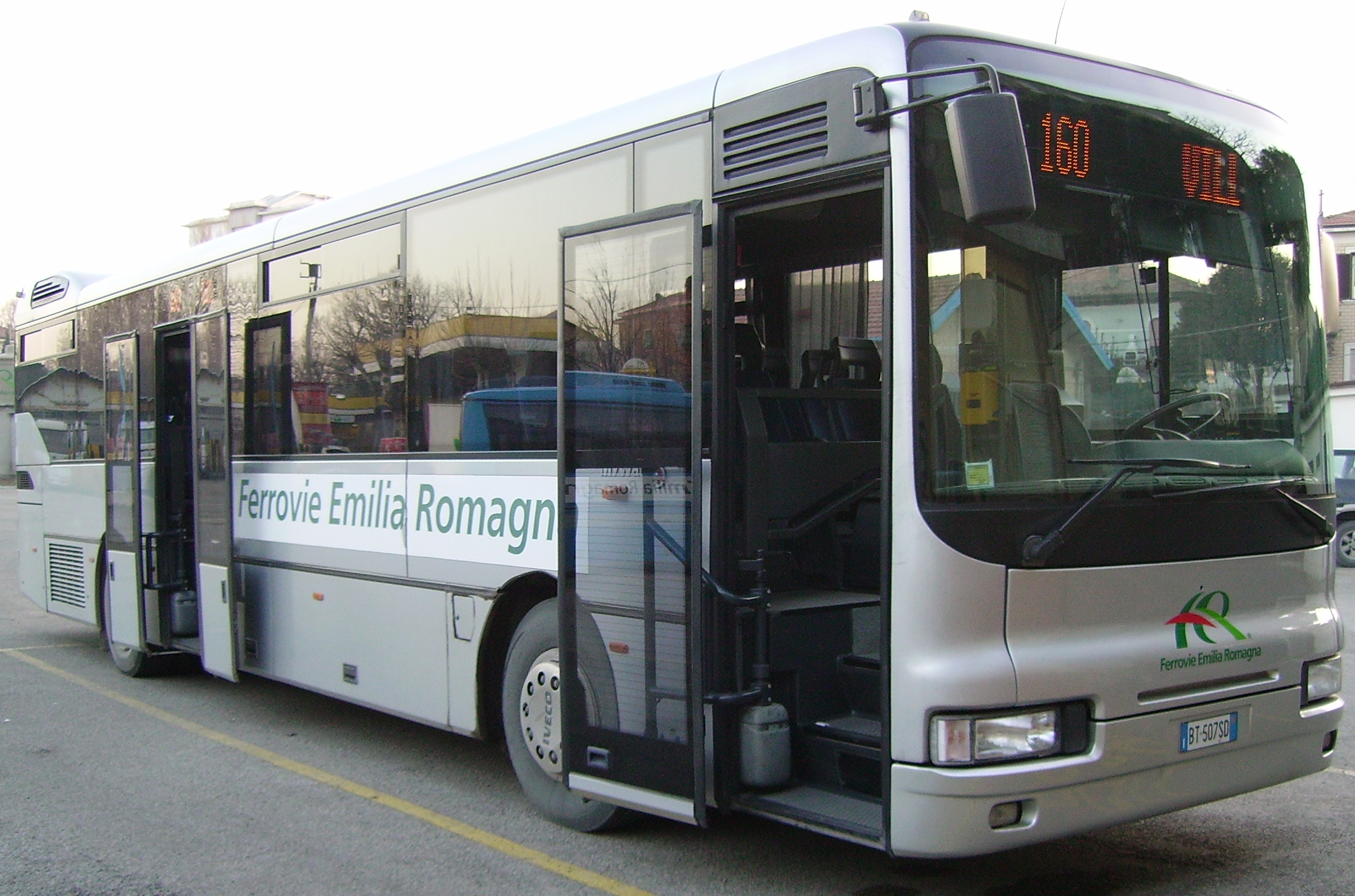
Un IVECO MyWay des Ferrovie Emilia Romagna - FER

La flotte héritée de l'ATC est composée de 1 200 autobus. Certains véhicules du secteur de Bologne FER et ATC ont été vendus à la société Autoguidovie qui a acquis la participation de TPB dans FER, reprenant ainsi l'exploitation des anciennes lignes d'autobus de FER. En octobre 2012, les véhicules du réseau d'autobus de Rimini, les anciens véhicules FER, ont été vendus à la société Start Romagna.
La flotte circulant à Bologne est essentiellement composée des modèles :
- IVECO Citelis, Sitcar, Urbanway, Crossway, Crealis Neo, Daily Way et quelques CityClass encore survivants,
- BredaMenarinibus Monocar 240, Zeus minibus électrique, Vivacity, Avancity et Citymood,
- Autodromo BusOtto, trolleybus de 18 m articulé et Autodromo Alè, autobus électrique,
- Mercedes-Benz Citaro, Cito, Integro et Sprinter
- Solaris Trollino et Urbino.

### Dépôts
Le groupe T-PER SpA dispose de sept dépôts, tous hérités d'ATC Bologne, 5 sur le secteur de Bologne et 2 sur le secteur de Ferrare.
T-PER avait hérité de trois autres dépôts appartenant à FER : Bologne Roveri, Ferrare Porta Reno et Rimini Clementini. Les deux premiers ont été fermés lors de la création de T-PER et leurs véhicules ont été transférés aux dépôts d'ATC Bologne, le dernier a été vendu à Start Romagna en octobre 2012 en même temps que la branche autobus de Rimini.

### Préservation
Un musée des transports a été hérité d'ATC Bologne qui présente une vingtaine de véhicules restaurés dont des autobus, des trolleybus et des tramways notamment.
Parmi ceux-ci, il y a un autobus Fiat 421-A, carrossé par Menarini portant le numéro de série ATC 4030, construit en 1973 qui, le 2 août 1980, jour de l'attentat de la gare de Bologne, a servi à transporter les corps depuis la place devant la gare de triage jusqu'à la morgue.

### Flotte de matériel roulant

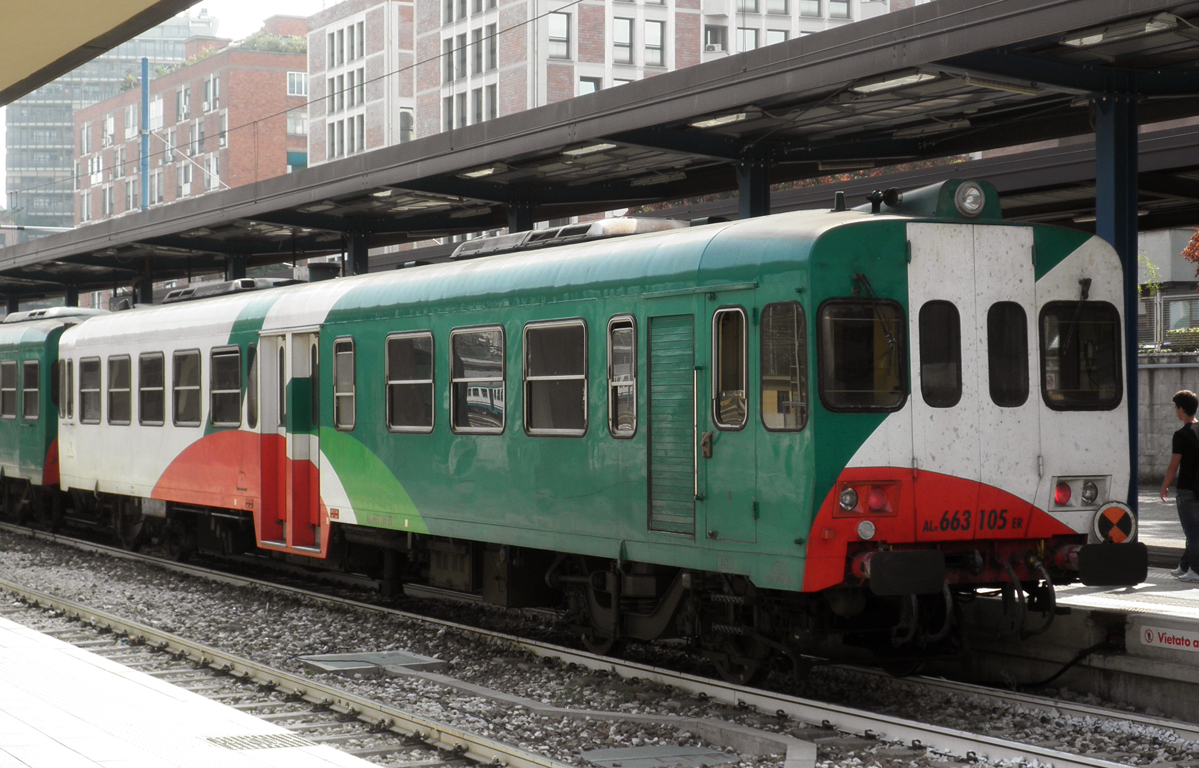
Autorail T-PER FIAT ALn 668.105 en gare de Bologne Centrale

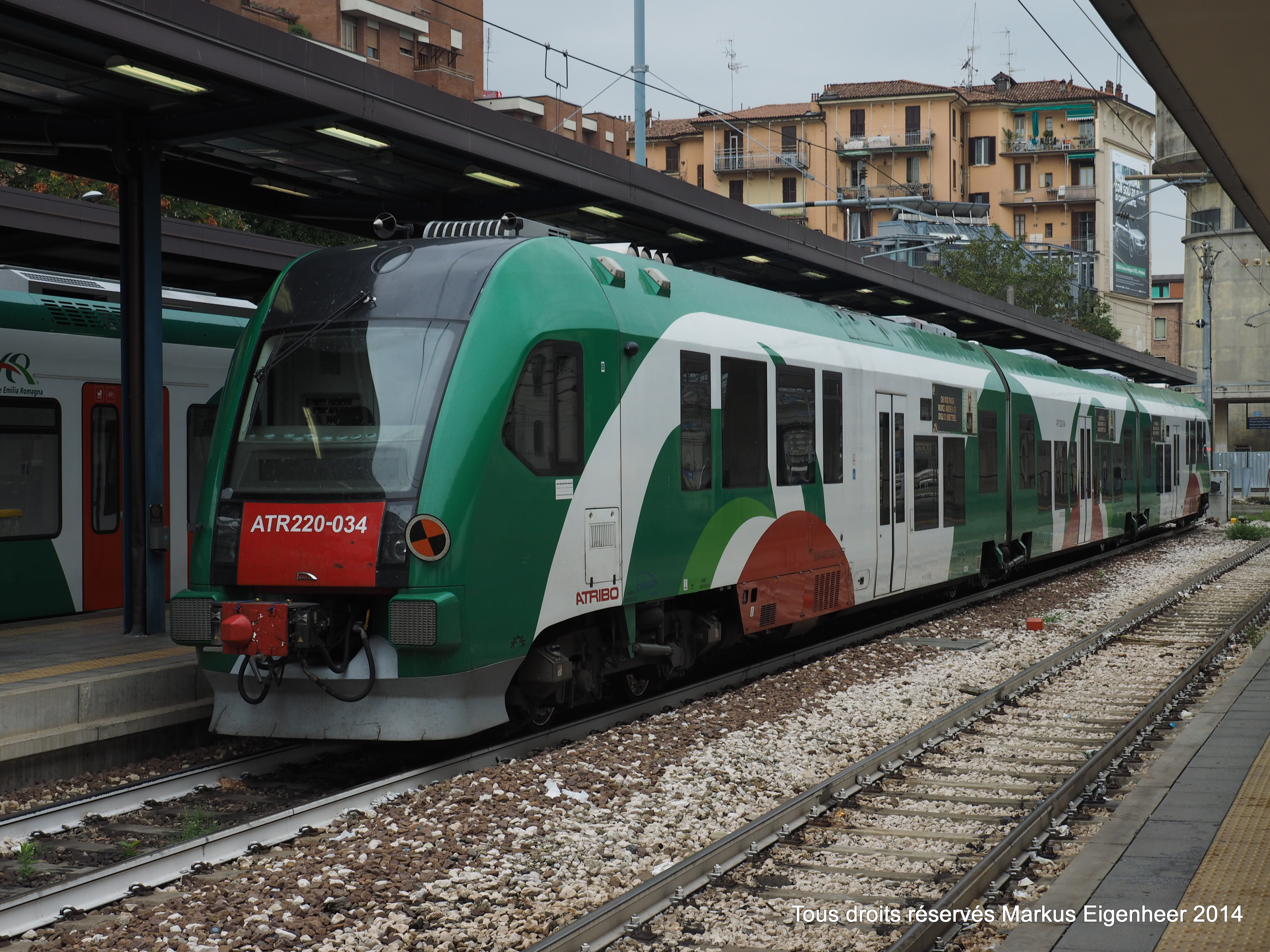
Rame ETR 220.034 en gare de Bologne Centrale

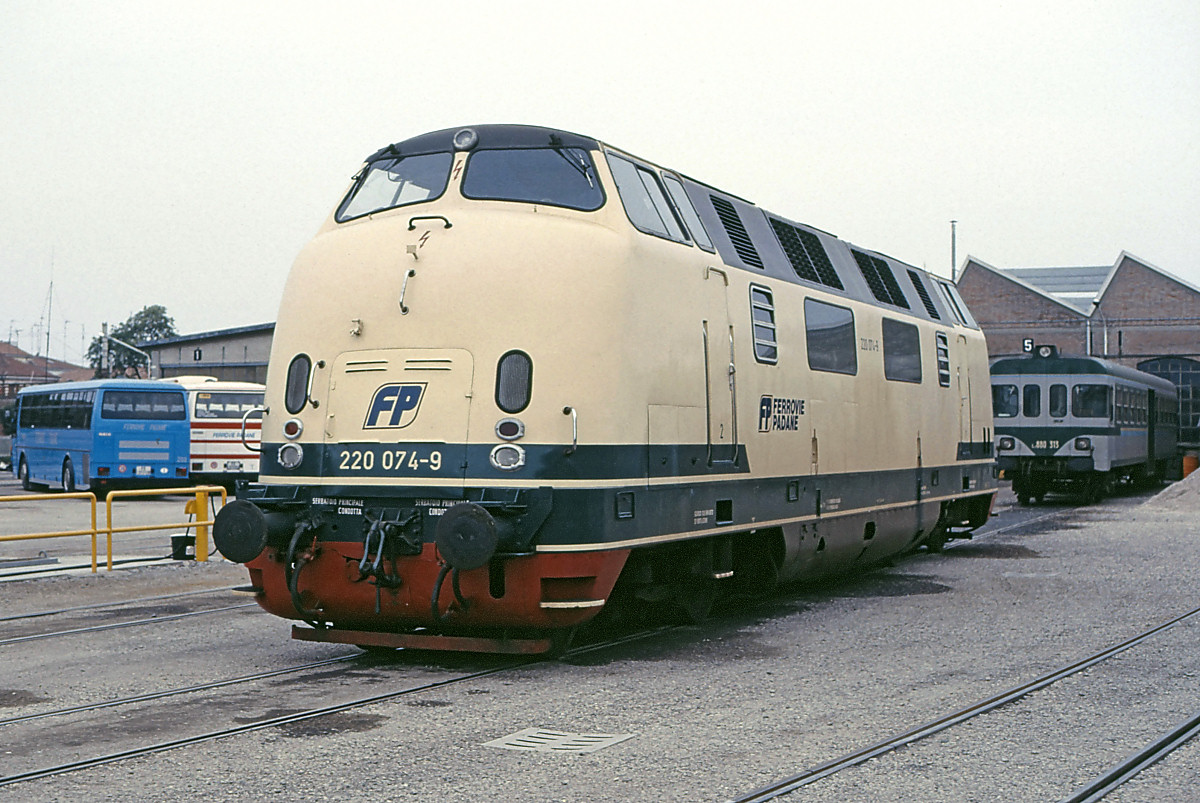
Locomotive diesel 220.074 des Ferrovie Padane au dépôt de Ferrara Porta Reno (1988)

T-PER a hérité du matériel roulant de la société Ferrovie Emilia Romagna (FER) qui était composé d'éléments assez hétérogènes qui les avaient elle même hérités des quatre sociétés qui l'ont précédée avant leur fusion pour fonder la FER :
- les Ferrovie Padane SpA (FP),
- la Ferrovia Suzzara-Ferrara (FSF),
- la Ferrovia Bologna-Portomaggiore (FBP),
- la Ferrovia Parma-Suzzara (FPS).

Une partie du matériel provient des sociétés absorbées par FER à la fin des années 2000 :
- l'ATCM de Modène,
- l'ACT de Reggio Emilia,
- les lignes suburbaines FBV[8],[9].

Le groupe T-PER gère également les services de fret ferroviaire exploités précédemment par FER sur les réseaux FER et RFI. T-PER s'est alliée avec la société Sogemar pour détenir la société Oceanogate.

### Autorails
- 37 autorails ALn 668 construits entre 1959 et 1983 par Fiat Ferroviaria,
- 14 autorails ALn 663 construits par Fiat Ferroviaria entre 1985 et 1995.

### Remorques
- 5 Ln 664 construits par Fiat Ferroviaria en 1960 et 1962,
- 1 Ln 882 produit par Fiat Ferroviaria en 1972,
- 17 Ln 880, construits par Fiat Ferroviaria entre 1971 et 1983,
- 5 Ln 778, avec un châssis similaire à l'ALn 663 et produits entre 1985 et 1995
- 4 Ln 882,
- 2 Rp.

### Automotrices
- 4 rames électromotrices ALe 228 à 2 caisses, produites entre 1954 et 1955, ex groupe AM54/55 de la SNCB,
- 2 électromotrices ALe 088, construites par Firema en 1985,
- 2 rames électromotrices à 2 caisses ALe 054, ex SNCB, reconstruites par Magliola,
- 2 rames électromotrices à 2 caisses ALe 122, produites par Ansaldo / Casaralta,
- 1 rame électromotrice à 2 caisses ALe 054, identique aux ALe 228.

### Locomotives et voitures voyageurs

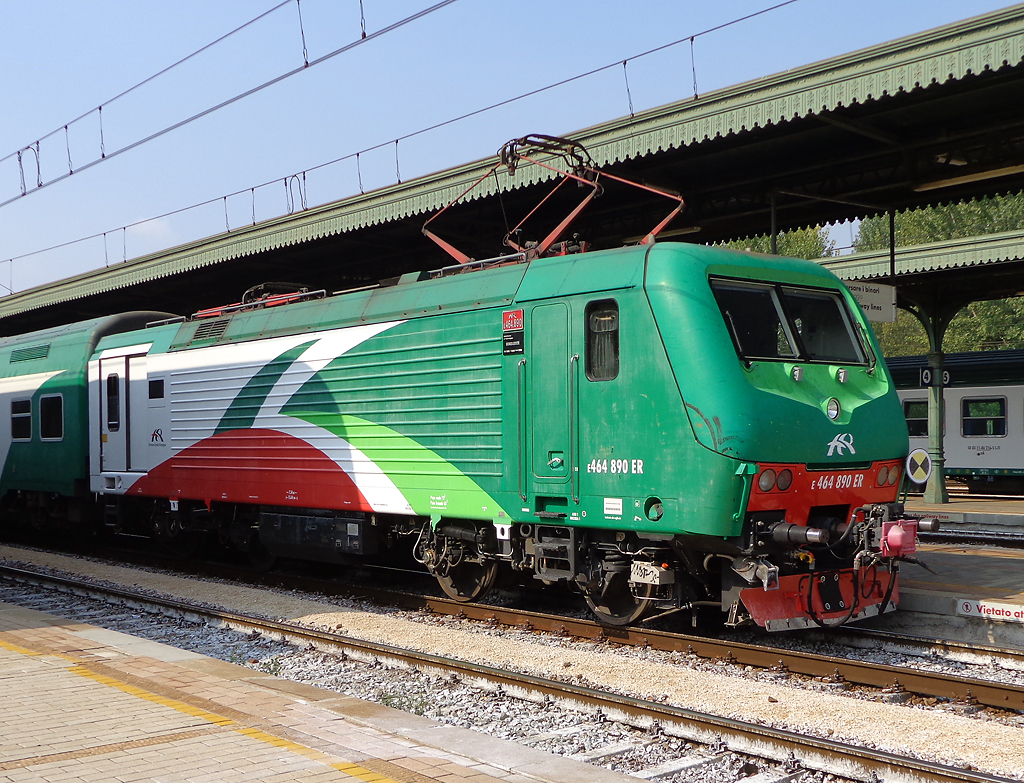
Locomotive E.464.890 en gare de Mantoue

- 10 locomotives électriques E.464, identiques à celles de Trenitalia,
- 2 locomotives diesel ex ACT DE.122, produites par IMPA/ITIN de Catane en 1989,
- 6 voitures du FFS construites dans les années 1930, radiées et démolies en 2012,
- 10 rames Vivalto composées de trois voitures à deux niveaux, comprenant une voiture semi-pilote, rame tractée par une locomotive E.464.

### Rames automotrices
- 12 rames ATR 220 Atribo produites par la société polonaise Pesa.
- 12 rames ETR 350 comprenant 5 caisses, fabriquées par Stadler Rail et AnsaldoBreda en 2010[10]. En 2014, 7 nouvelles rames ont été commandées grâce aux fonds du Service ferroviaire métropolitain de la ville de Bologne[11]. En 2015, la région Émilie-Romagne a commandé 6 autres rames, dans le cadre d'un appel d'offres[12].

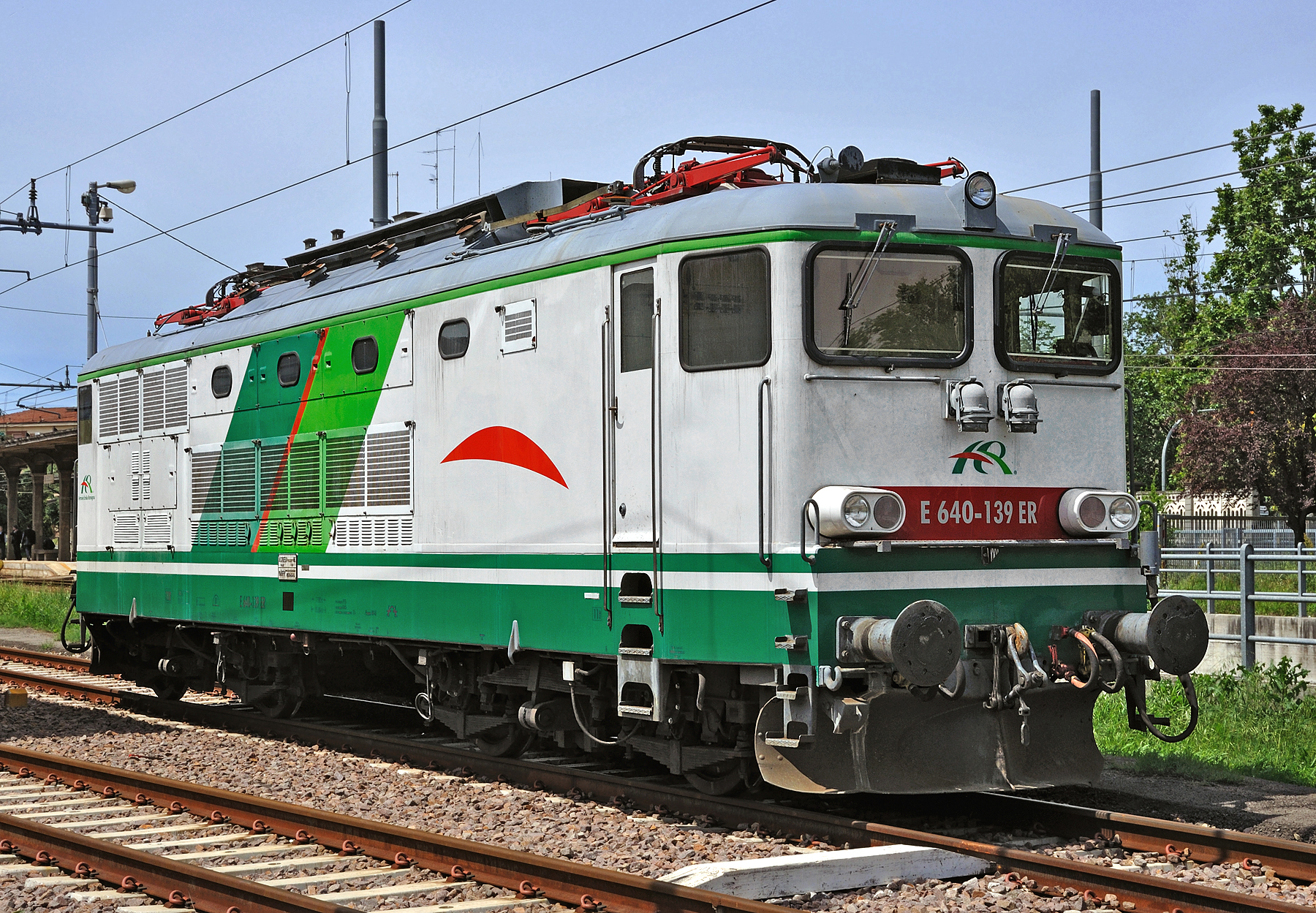
Locomotive FER E 640.139 à Modène (16 mai 2010)

### Locomotives pour les services de fret et de manœuvre
- 2 locomotives électriques E.483 fabriquées par Bombardier TRAXX F140DC,
- 6 locomotives électriques E.640,
- 11 locomotives diesel Vossloh D200,
- 10 locomotives diesel D 220,
- 2 locomotives diesel 1900, ex DB groupe V160,
- 2 locomotives de manœuvre diesel DE.145, identiques aux FIAT D.145 de Trenitalia,
- 4 locomotives de manœuvre diesel achetées d'occasion en Allemagne[13],
- 1 locomotive de manœuvre diesel DJ474,
- 2 locomotives LD61 et LD62, dont une réservée aux trains de chantier,

Dans le passé, le groupe T-PER a utilisé une locomotive ISC E.484, une locomotive ISC E.189, une locomotive E.483 d'Arenaways et une locomotive FS D.146 de Trenitalia.

### Matériel roulant historique
Au moment de son incorporation en société, TPER a également hérité de la FER du matériel roulant d'intérêt historique provenant des précédentes administrations ferroviaires des lignes émiliennes :
- 3 locomotives Ln.372 d'origine FP, construites en 1942 pour être utilisées sur les lignes libyennes. 2 ont été démolies en 2012, 1 exemplaire est conservé comme matériel roulant historique,
- 1 autorail ALn 772, produit en 1941, restauré et en livrée historique,
- 2 autorails ALn 556 de la flotte de la FSF achetés dans les années 1970 aux FS,
- 1 locomotive M.52 construite par Ganz et dérivée de la reconstruction d'un ancien autorail de 1932 provenant du parc Santerno Anonima Ferroviaria, qui gérait la ligne Massalombarda-Imola-Fontanelice,
- 2 locomotives et trois autorails, ex SEFTA, construits par Breda C.F. en 1932,
- 1 locomotive à vapeur CCFR 7, produite en 1907 par Henschel & Sohn de Kassel,
- quelques voitures historiques des Ferrovie Nord Milano.